# UKS 2323-326
UKS 2323-326 (również UGCA 438 lub PCG 71431) – galaktyka nieregularna znajdująca się w gwiazdozbiorze Rzeźbiarza w odległości 4,7 miliona lat świetlnych od Ziemi. Została odkryta w 1978 roku przez A. J. Longmore'a, T. G. Hawardena, B. L. Webstera, W. M. Gossa i U. Mebolda. Galaktyka ta znajduje się na obrzeżach Grupy Lokalnej.